# Khemed
 (novembre 2010).
Si vous disposez d'ouvrages ou d'articles de référence ou si vous connaissez des sites web de qualité traitant du thème abordé ici, merci de compléter l'article en donnant les références utiles à sa vérifiabilité et en les liant à la section « Notes et références ».
Le Khemed, ou Arabie khémédite, est une pétromonarchie (sous forme d'émirat) arabe imaginaire dans Les Aventures de Tintin qui semble se situer quelque part sur les rives de la mer Rouge. Par ailleurs, Khemed est la traduction anglaise du pays fictif du Lousdem dans la bande dessinée Quai d'Orsay (Weapon of Mass Diplomacy).

## Géographie

### Situation
Certains exégètes estiment que l’Émirat arabe du Khemed se situe quelque part sur les rives de la péninsule arabe, près de l'Arabie saoudite. On peut être plus précis en affirmant que cet État se trouve avant le golfe d'Aqaba en étant une enclave dans l'actuelle Arabie saoudite. En effet, on peut facilement atteindre la capitale en voiture en moins d'un jour (la jeep étant conseillée) à partir du port que l'on a cru être Haifa (un lapsus du Lieutenant du Speedol Star qui n'est que dans la première version de l'album) et qui en réalité est le port pétrolier de Caiffa (dénomination utilisée dans les parutions originales du Petit Vingtième et du Journal de Tintin) qui deviendra Khemkhah après le retrait des Anglais du Moyen-Orient[réf. nécessaire].
La capitale est sur les bords de la mer Rouge à mi-chemin entre Aqaba et Djeddah ainsi qu'il est clair dans le plan de situation préparé par Hergé (voir l'ouvrage Tintin, Haddock et les bateaux) pour Coke en Stock,,. Ce document fournit de précieuses informations, comme le fait que le pays se trouve sur une péninsule.
On sait qu'y souffle le khamsin, qui est un vent de sable brûlant venant du désert d'Égypte vers Israël (voir Tintin au pays de l'or noir).

### Habitants
Le pays est habité par des tribus bédouines dont une opposition séculaire est bien connue entre les deux principales familles celle des Bab El Ehr (du patois bruxellois, babeleer, « bavard ») et celle des Ben Kalish Ezab (kalische zap, « jus de réglisse ») les premiers étant nomades et plutôt présents dans la partie ouest du désert et les second sédentarisés sur la bande côtière et majoritaires dans la capitale.
La famille des Patrash Pasha constitue la troisième plus importante des tribus nomades qui se tient généralement à l'écart des villes. Le cheikh de cette famille nomade a déjà été rencontré par Tintin près de la Mer rouge dans Les Cigares du pharaon.
Le Khemed est constitué principalement d'un très important désert, entouré par un massif de montagnes : le djebel Kadheïh (kadee « jeune homme (cadet) »[réf. nécessaire]).

### Villes
- La capitale et principale ville du pays se nomme Wadesdah (wat is dat « qu'est-ce que c'est ? »[6]). C'est là où s'est établi Oliveira da Figueira, vendeur portugais que Tintin a rencontré dans Les Cigares du pharaon.
- Seconde ville de l'émirat, le port pétrolier de Khemkhâh (ik heb het koud, « j'ai froid »[6]) est très actif.
- La ville de résidence de l'émir est Hasch El Hemm (HLM) située à 20 km de la capitale.

### Relations internationales
- Les correspondants étrangers couvrant les affaires du Khemed sont basés à Beyrouth (voir Coke en Stock) et une liaison aérienne régulière (autrefois par DC3) relie la capitale libanaise à celle de l’émirat.

## Régime politique
- Le pays est un émirat sous le régime de la monarchie absolue.
- Le règne de l'émir Mohammed Ben Kalish Ezab est contesté. Des opposants sont commandés par le cheik Bab El Ehr de la tribu opposée. Ces rebelles ont eu leur heure de gloire avec l'appui d'un chef militaire d'origine européenne : Mull Pacha[7] , alias le Dr Müller. Dans un premier temps, les partisans ont atteint leurs objectifs avec l'aide de mercenaires et de matériel militaire moderne, mais une restauration a eu lieu.

## Économie
- La ressource principale est le pétrole on-shore, convoité par les grandes multinationales faisant la loi sur ce marché. Le Khemed est traversé par plusieurs oléoducs, dont un aboutit à la ville portuaire de Wadesdah[4].
- L'aéroport de Wadesdah est desservi notamment par l'escale des vols quotidiens de l'Arabair assurant la ligne Beyrouth-La Mecque.

## Culture
- Le pays est musulman et tolérant pour les autres religions (un non-musulman y a le droit de détenir de l'alcool mais pas d'en faire commerce).
- La culture bédouine est très présente au Khemed.
- Les mœurs y sont rudes. L'émir a encore le droit absolu d'infliger la bastonnade, et le supplice du pal y était pratiqué jusqu'à il n'y a guère.
- Dans les rééditions de Tintin au pays de l'or noir et dans Coke en Stock, les pages sont émaillées d'authentiques caractères arabes. Cependant, les collaborateurs maghrébins d'Hergé qui les réalisèrent font exprimer les habitants du Khemed dans leur propre dialecte, alors que le Maghreb est éloigné de la zone géographique où ce pays fictif est censé se situer[8].
- Les policiers portent un uniforme de l'armée jordanienne[9], tandis que des civils arborent un keffieh maintenu par un agal, une dishdasha et une dague recourbée[8].
- Afin de cautionner sa couverture d'archéologue, le Professeur Smith (Dr Müller) expose plusieurs pièces archéologiques dans son bureau, dont une, posée sur le guéridon près de la porte, rappelle le casque-perruque mésopotamien du Prince Meskalamdug (en) de la troisième dynastie d'Ur (fin du IIIe millénaire av. J.-C.), conservé au musée national d'Irak à Bagdad[1].
- Alors que l'émir Mohammed Ben Kalish Ezab est interviewé par un journaliste lors de son passage en Europe (Tintin et l'Alph-Art), il explique son souhait de racheter plusieurs grands monuments européens avec ses pétrodollars : le château de Windsor en Angleterre, celui de Versailles et la Tour Eiffel en France (pour en faire un derrick). Il convoite aussi « la raffinerie qu'on a récemment construite à Paris et dont on a fait un musée » (le Centre Beaubourg). Mais, n'ayant pas non plus pu l'obtenir, il prévoit d'ériger son propre musée d'art, ayant l'aspect d'une raffinerie de pétrole. Ce projet rappelle ceux de différents pays de la péninsule arabique de se doter de musées inspirés de ceux d'Europe. Comme c'est encore le cas une trentaine d'années après l'intrigue de cet album inachevé, concernant l'émirat d'Abou Dabi (Émirats arabes unis) avec son Guggenheim et son Louvre[9].

## Sources d'inspiration d'Hergé

### Pour les décors
- Dans Coke en Stock, on apprend que le pays recèle des vestiges (erronément prises pour des ruines romaines par Haddock) de la civilisation nabatéenne, dont le clou bien connu est Pétra, en Jordanie[9].
- La mosquée dans laquelle pénètre brutalement la jeep des Dupondt dans Tintin au pays de l'or noir est inspirée de celle de la place de la Bourse à Bagdad. À ce propos, sur le minaret, un muezzin chante l'appel à la prière, dont Hergé retranscrit dans sa bulle les paroles exactes[9].

### Pour les noms
- Le nom « Khemed » est issu du patois bruxellois : on peut traduire ’k hem het par « ça y est ! j'ai compris » en réponse à Wadesdah, ou wat es da ?, qui signifie « qu'est-ce que c’est ? »[6].
- Le nom et la petite taille du pays évoquent également le Koweït ou le Yémen[réf. nécessaire].
- Le nom de Hash El Hemm contient deux jeux de mots : HLM (« habitation à loyer modéré »[6]), mais aussi une allusion à une dynastie hashélémite, comme la dynastie hachémite en Jordanie et Irak[réf. nécessaire].

### Pour l'histoire
- Ben Kalish Ezab et l'histoire de l'or noir sont inspirés d'une biographie, Ibn Séoud, roi de l'Arabie, par Antoine Zischka[6].

## Apparitions dansLes Aventures de Tintin
Le Khemed apparaît à deux reprises dans la célèbre série dessinée : dans Tintin au pays de l'or noir et dans Coke en Stock. Il est enfin évoqué dans Tintin et l'Alph-Art.

### Tintin au pays de l'or noir
Une étrange épidémie d'explosions de moteurs éclate, dont les Dupondt sont victimes. Tintin, qui enquête sur ce phénomène étrange, est amené à enquêter au Khemed, pays producteur d'or noir. Cette aventure marque le grand retour du Dr Müller qui appuie le Sheik Bab El Ehr alors que celui-ci cherche à renverser l'émir Ben Kalish Ezab. Tintin découvrira que c'est ce même Dr Müller (qui utilise le pseudonyme professeur Smith) qui falsifiait l'essence et qui a enlevé Abdallah, le fils de l'émir.

### Coke en Stock
En sortant d'un cinéma, Tintin et le capitaine Haddock rencontrent par hasard le général Alcazar, qui en perd son portefeuille. S'étant rendus à son hôtel pour le lui rapporter, Tintin et le capitaine le retrouvent en conversation avec Dawson, ancien chef de la police de la Concession internationale de Shanghai. Tintin suit discrètement Dawson et surprend sa discussion avec un sbire au sujet d'un trafic international d'armes de guerre. En s'éclipsant, le reporter ne se rend pas compte qu'il a été repéré. De retour au château de Moulinsart, il apprend par le journal qu'un coup d'État s'est produit au Khemed, perpétré par le rival perpétuel de l'émir Ben Kalish Ezab, ce qui explique l'arrivée inopinée au château d'Abdallah (et sa suite). Tintin (voulant aider l'émir) et Haddock (voulant fuir Abdallah) décident alors de s'envoler pour le Khemed.
À l'aéroport de Wadesdah, la douane les refoule sous un prétexte fallacieux et les oblige à rembarquer dans leur avion. Entretemps, une bombe (à retardement) y aura été placée dans sa soute aux bagages. Providentiellement, l'attentat échoue, un incendie de moteur ayant forcé l'avion à atterrir avant que la machine infernale n'explose. Aidés par Oliveira da Figueira (finalement retrouvé à Wadesdah), Tintin et Haddock rejoignent l'émir dans son refuge. Ce dernier leur explique que Bab El Ehr l'a renversé grâce aux armes et aux avions fournis par le marquis di Gorgonzola, lequel se livre en outre à la traite d'esclaves.
Tintin et Haddock embarquent alors sur un sambouk en vue de révéler cet odieux trafic (et d'y mettre fin). Mais leur voilier caboteur est incendié par des chasseurs-bombardiers khémédites. Réfugiés sur un radeau de fortune, ils recueillent Piotr Szut, le pilote de l'avion que Tintin vient de descendre. Les naufragés sont ensuite secourus par le yacht du richissime marquis di Gorgonzola. Ce dernier se trouve dans l'immédiat empêché de leur nuire par l'indiscrétion maladroite d'une des croisiéristes, la célèbre cantatrice Bianca Castafiore.
Ils sont discrètement transbordés la nuit suivante sur un cargo, le SS Ramona, commandé par le malfaiteur et contrebandier Allan où ils sont séquestrés par l'équipage. Dès la nuit suivante,  l'équipage met à feu le navire et l'évacue laissant à bord Tintin, Haddock et Szut, lesquels parviennent néanmoins à éteindre l'incendie. Ce faisant, ils découvrent que le Ramona transporte — à fond de cale — de nombreux Noirs, en pèlerinage pour La Mecque. À la passerelle du bateau, Tintin trouve un "bout de papier" prescrivant au Ramona l'ordre de livrer du coke. Le cargo est alors rejoint par un sambouk dont le propriétaire (arabe) prétend prendre livraison du prétendu « coke » : c'est en réalité le nom de code donné aux Africains destinés à la traite d'esclaves. Le trafiquant d'esclaves est finalement éconduit et chassé, accablé d'un torrent record d'insultes du Capitaine.
Ayant appris que le Ramona est sauf, di Gorgonzola tente alors de le faire couler par un sous-marin puis par une mine posée par un homme-grenouille. Ces tentatives échouent grâce à l'intervention d'un croiseur USS Los Angeles de l'US Navy, qui arraisonne également le yacht de Rastapopoulos. Ce dernier parvient cependant à s'échapper grâce à un petit sous-marin monoplace. La filière esclavagiste est néanmoins démantelée et le scandale est rapporté par la presse
À leur retour à Moulinsart, quinze jours plus tard, Tintin et Haddock retrouvent leur demeure libérée des fantaisies et des frasques d'Abdallah, l'émir Ben Kalish Ezab ayant recouvré son pouvoir au Khemed. En revanche, ils devront supporter l'inénarrable Séraphin Lampion…